# 吕格兰 (巴伐利亚州)
吕格兰是德国巴伐利亚州的一个市镇。总面积20.92平方公里，总人口1252人，其中男性611人，女性641人（2011年12月31日），人口密度60人/平方公里。